# Natação nos Jogos Pan-Americanos de 2003 - 200 m costas feminino
O evento dos 200 m costas feminino nos Jogos Pan-Americanos de 2003 foi realizado em 17 de agosto de 2003.

## Medalhistas
| Ouro   | USA Jamie Reid     |
| Prata  | USA Diana MacManus |
| Bronze | GUA Gisela Morales |

## Recordes
| Recorde mundial       | Krisztina Egerszegi (HUN) | 2:06.62 | 25 de agosto de 1991 | Atenas   |
| Recorde pan-americano | Denali Knapp (USA)        | 2:12.48 | 07 de agosto de 1999 | Winnipeg |

## Resultados
| Posição | Nadador                 | Eliminatórias | Eliminatórias | Final   |
| Posição | Nadador                 | Tempo         | Posição       | Tempo   |
| ------- | ----------------------- | ------------- | ------------- | ------- |
| 1       | Jamie Reid (USA)        | 2:16.53       | 1             | 2:13.89 |
| 2       | Diana MacManus (USA)    | 2:18.80       | 2             | 2:15.39 |
| 3       | Gisela Morales (GUA)    | 2:20.70       | 3             | 2:16.19 |
| 4       | Joanne Malar (CAN)      | 2:21.01       | 4             | 2:17.46 |
| 5       | Georgina Bardach (ARG)  | 2:21.58       | 5             | 2:21.70 |
| 6       | Gretchen Gotay (PUR)    | 2:26.58       | 7             | 2:24.07 |
| 7       | Valeria Silva (PER)     | 2:24.03       | 6             | 2:24.40 |
| 8       | Diana Caceres (ECU)     | 2:27.19       | 8             | 2:25.90 |
|         |                         |               |               |         |
| 9       | Talita Ribeiro (BRA)    | 2:27.88       | 9             | 2:26.17 |
| 10      | Laura Rodríguez (DOM)   | 2:29.92       | 10            | 2:27.57 |
| 11      | Fatima Valderrama (PER) | 2:32.17       | 11            | 2:29.28 |
| 12      | Alana Dilette (BAH)     | 2:34.44       | 12            | 2:33.19 |
| 13      | María Costanzo (PAR)    | 2:38.22       | 13            | DNS     |